# Малолепетихский сельский совет (Великолепетихский район)
Малолепетихский сельский совет (укр. Малолепетиська сільська рада) — входит в состав
Великолепетихского района
Херсонской области
Украины.
Административный центр сельского совета находится в 
с. Малая Лепетиха
.

## История
- 1792 — дата образования.

## Населённые пункты совета
- с. Малая Лепетиха
- с. Дмитровка
- с. Сергеевка